# Форка-ди-Преста
Фо́рка-ди-Пре́ста (итал. Forca di Presta) — горный перевал в Умбро-Маркских Апеннинах, расположен на высоте 1550 м над уровнем моря в горах Монти-Сибиллини, у подножия горы Ветторе. Он разделяет территорию провинции Асколи-Пичено (Марке) и провинции Перуджа (Умбрия).
Это одно из самых живописных и известных горных мест в провинции Асколи-Пичено, примечательное своими пейзажами, а также один из входов на равнины Кастеллуччо. Отсюда открывается близкий вид на крутой скалистый склон горы Ветторе со стороны Аркуаты, который поднимается почти вертикально, демонстрируя суровую красоту скалистого ландшафта.
Через этот перевал проходит маршрут Европейского пешего маршрута E1, который также пересекает территорию Аркуаты-дель-Тронто.

## География

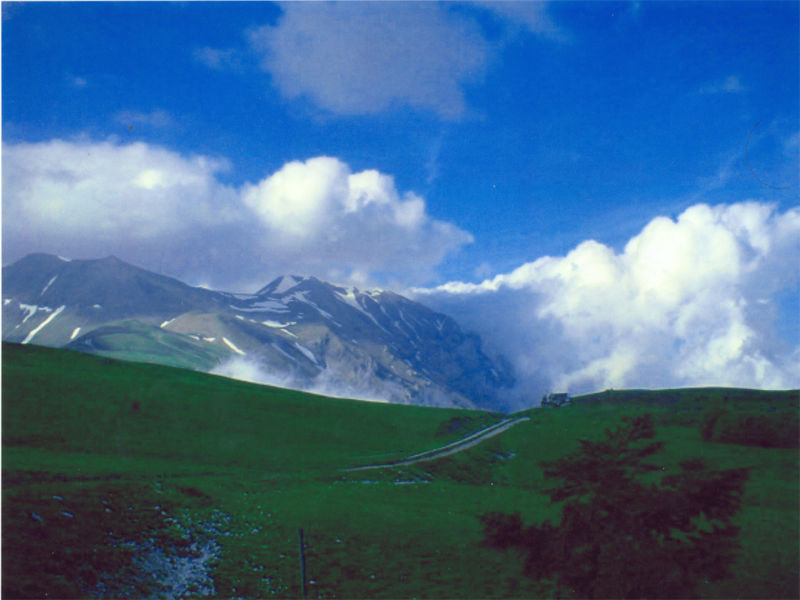
Панорама с Монте-Ветторе

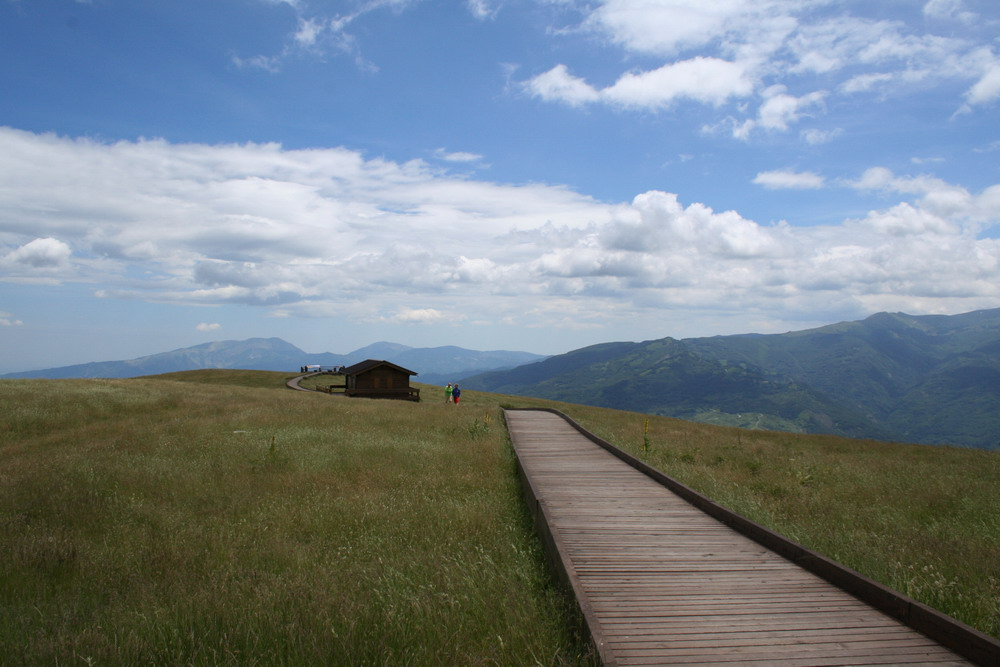
Тропа для всех

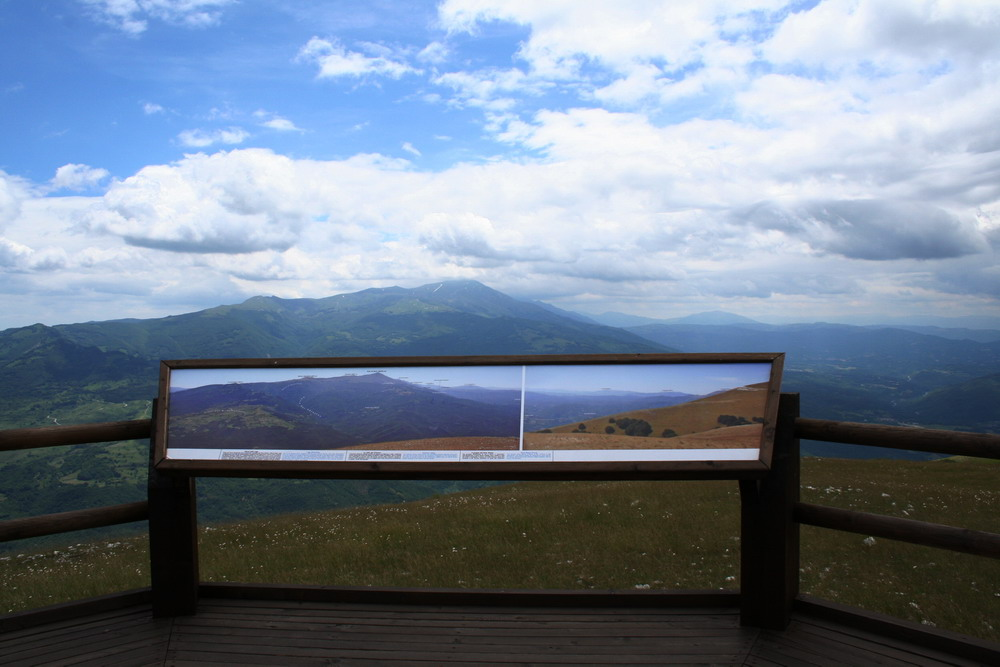
Вид со смотровой площадки

### Топоним
Топоним происходит от сочетания двух терминов:
- «Forca» — означает горный перевал или ущелье;
- «Presta» — по мнению некоторых историков, может быть связана с богиней сабинов Praestitia. Другие полагают, что это слово восходит к латинскому глаголу «praestare» (возвышаться, превосходить), что можно интерпретировать как «находящийся выше».

Историк Джачинто Паньяни упоминает этот топоним как «forca de praestitia», связывая его с земельными арендными договорами, что подтверждается документом из Норчи от 1346 года.
Джулио Амадио предлагает другую версию, считая, что «Presta» может означать «господствующая местность» и происходить от слова «praestus» (выдающийся, возвышенный).

### Доступность
Этот район легко доступен по дороге, ответвляющейся от Салярии (Via Salaria) в районе населённого пункта Тризунго и ведущей к деревне Борго-ди-Аркуата. Отсюда путь продолжается по дороге, проходящей через поселения Пьедилама и Претаре. Примерно через 6 км слева появляется развилка, ведущая к перевалу Форка-ди-Преста. Дорога пересекает перевал и далее соединяется с местностью Форка-Канапине.

## Туризм
Форка-ди-Преста привлекает туристов в любое время года, хотя зимой здесь иногда бывают густые туманы. Летом это популярное место среди любителей пеших прогулок и трекинга, отсюда начинаются маршруты к вершинам Монте-Ветторе, Пизцо-дель-Дьяволо, Чима-дель-Реденторе и загадочному озеру Пилато. С июня по сентябрь устойчивые восходящие ветры создают идеальные условия для дельтапланеристов и авиамоделистов, которых здесь всегда много. Зимой обильные снега превращают эти места в рай для любителей лыжных прогулок, а близлежащий курорт Форка-Канапине (пока не функционирует после землетрясения 2016 года) ранее предлагал возможности для горнолыжного спорта. Вне зависимости от сезона, это место поражает своей суровой красотой и захватывающими панорамами.

### Тропа для всех
Национальный парк Монти-Сибиллини в рамках проекта «Парк для всех» создал специальную доступную тропу. Маршрут начинается напротив Приюта Альпини (Rifugio degli Alpini) и протянулся примерно на 3 км.
Это удобный и доступный путь, в том числе для людей с ограниченными возможностями:
- Первая часть представляет собой бетонную дорожку, идущую вдоль грунтовой дороги
- Завершается маршрут деревянным настилом (приподнятым на 30 см), который ведет через живописные луга
- Конечная точка — уютный приют с расположенной рядом смотровой площадкой

Со смотровой площадки открывается великолепный вид на:
- Горы Лага (на границе с Абруццо)
- Поселки Фаэте, Спелонга, Колле-ди-Аркуата и Аркуата-дель-Тронто (регион Марке)
- Город Аматриче (провинция Риети, Лацио)

Для удобства посетителей установлены две информационные таблички с описанием местности. Тропа доступна для посещения только в бесснежный период.

### Приют Джованни Джакомини
На перевале расположен приют имени Джованни Джакомини (Rifugio Giovanni Giacomini), служащий важным ориентиром и пунктом отдыха для путешественников. Этот горный приют стал настоящим символом Форка-ди-Преста, предлагая туристам:
- Укрытие от непогоды
- Возможность передохнуть во время походов
- Информационную поддержку
- Отправную точку для многих маршрутов

Приют гармонично вписан в окружающий ландшафт и является популярным местом встречи альпинистов, треккеров и любителей природы. Его стратегическое положение делает его идеальным местом для подготовки к восхождению на Монте-Ветторе или другим вершинам Сибиллини.

### События
В 2012 году Форка-ди-Преста стала местом проведения двух знаковых мероприятий в рамках Фестиваля Апеннин (Festival dell’Appennino):
- 21 июня — празднование летнего солнцестояния с концертом монгольской группы Egschiglen, чьи горловые напевы создали мистическую атмосферу среди горных пейзажей.
- 29 декабря — перевал стал промежуточным пунктом во время масштабного снежного похода на снегоступах по маршруту через Сибиллинские горы, объединившего любителей зимних приключений.

Эти события подчеркнули уникальность места как площадки для культурных и спортивных мероприятий, гармонично сочетающих традиции и активный отдых в горах.